# Ostellato
Ostellato is een gemeente in de Italiaanse provincie Ferrara (regio Emilia-Romagna) en telt 6762 inwoners (31-12-2004). De oppervlakte bedraagt 173,6 km², de bevolkingsdichtheid is 40 inwoners per km².
De volgende frazioni maken deel uit van de gemeente: Campolungo

## Demografie
Ostellato telt ongeveer 2735 huishoudens. Het aantal inwoners daalde in de periode 1991-2001 met 7,3% volgens cijfers uit de tienjaarlijkse volkstellingen van ISTAT.
| Jaar | Inwoneraantal |
| ---- | ------------- |
| 1991 | 7488          |
| 2001 | 6944          |

## Geografie
De gemeente ligt op ongeveer 2 meter boven zeeniveau.
Ostellato grenst aan de volgende gemeenten: Comacchio, Ferrara, Lagosanto, Masi Torello, Massa Fiscaglia, Migliarino, Migliaro, Portomaggiore, Tresigallo.